# Borgerdådsmedalje

Bandschnalle der Borgerdådsmedalje

Die Borgerdådsmedalje war eine zivile Verdienstmedaille in Norwegen, die mit königlichem Erlass vom 10. April 1819 eingeführt worden war. Sie wurde zuletzt 1995 verliehen und im Frühjahr 2004 abgeschafft.
Sie wurde vom König nach Vorschlag des Justizdepartements verliehen.
Sie hatte zwei Klassen: die 1. Klasse in Gold und die 2. Klasse in Silber. Die silberne Verdienstmedaille wurde nach 1960 nicht mehr verliehen.
Sie wurde verliehen für besonderen Fleiß und besondere Tüchtigkeit im Schieds- und Vergleichs- und Streitschlichtungswesen und ähnlichen Aufgaben und für bürgerliche Verdienste für das Reich. Ab 1884 auch für eifrige Amtsführung und andere verdienstliche Leistungen gleich welcher Art und auch für eine einzelne besondere Tat. Damit konnten Personen ausgezeichnet werden, die die Annahme des St.-Olav-Ordens ablehnten. Die Medaille trug das Brustbild König Karl Johanns, bis es 1907 durch das Bild Håkons VII. ersetzt wurde.